# Twierdzenia Hohenberga-Kohna
Twierdzenia Hohenberga-Kohna są podstawą kwantowochemicznej teorii funkcjonału gęstości.

## Pierwsze twierdzenie Hohenberga-Kohna
Pierwsze twierdzenie Hohenberga-Kohna głosi, że dla niezdegenerowanego stanu podstawowego, energia układu jest jednoznacznie określona przez jego gęstość elektronową, czyli że energia układu jest funkcjonałem gęstości elektronowej. Warto zauważyć, że pierwsze twierdzenie Hohenberga-Kohna nie podaje postaci tego funkcjonału, a jedynie stwierdza jego istnienie.
W postaci bardziej ogólnej, pierwsze twierdzenie Hohenberga-Kohna stwierdza, że istnieje jednoznaczny związek między gęstością elektronową a potencjałem zewnętrznym układu, a zatem nie tylko jego energią, ale wszystkimi obserwablami. Pierwsze twierdzenie Hohenberga-Kohna można też uogólnić na stany zdegenerowane.

## Dowód pierwszego twierdzenia Hohenberga-Kohna (dowód nie wprost)
Założmy, że gęstości {\displaystyle n({\vec {r}})} stanu podstawowego odpowiadają dwa różne potencjały zewnętrzne {\displaystyle V_{1}({\vec {r}})} i {\displaystyle V_{2}({\vec {r}})} (oraz hamiltoniany {\displaystyle {\hat {H}}_{1}} i {\displaystyle {\hat {H}}_{2}}), a zatem też dwie różne funkcje falowe, {\displaystyle \Psi _{1}} i {\displaystyle \Psi _{2}.}
Z zasady wariacyjnej wynika, że:
{\displaystyle E_{1}<\langle \Psi _{2}|{\hat {H}}_{1}|\Psi _{2}\rangle =\langle \Psi _{2}|{\hat {H}}_{2}|\Psi _{2}\rangle +\langle \Psi _{2}|{\hat {H}}_{1}-{\hat {H}}_{2}|\Psi _{2}\rangle =E_{2}+\int {\big (}V_{1}({\vec {r}})-V_{2}({\vec {r}}){\big )}n({\vec {r}})\,\mathrm {d^{3}} r.}
Analogicznie:
{\displaystyle E_{2}<\langle \Psi _{1}|{\hat {H}}_{2}|\Psi _{1}\rangle =E_{1}+\int (V_{2}({\vec {r}})-V_{1}({\vec {r}}))n({\vec {r}})\,\mathrm {d^{3}} r.}
Prowadzi to zatem do sprzeczności:
{\displaystyle E_{1}+E_{2}<E_{1}+E_{2},}
co dowodzi fałszywości założeń początkowych i tym samym prawdziwości pierwszego twierdzenia Hohenberga-Kohna.

## Drugie twierdzenie Hohenberga-Kohna
jest odpowiednikiem zasady wariacyjnej w teorii funkcjonałów gęstości i głosi, że gdy oblicza się energię stanu podstawowego dla próbnych gęstości elektronowych, minimum energii występuje dla dokładnej gęstości elektronowej stanu podstawowego.
Twierdzenia Hohenberga-Kohna sformułowane zostały przez Pierre’go Hohenberga i Waltera Kohna w 1964 roku.